# Barotac Nuevo
Barotac Nuevo es un municipio filipino de segunda clase, perteneciente a la provincia de Iloílo, en las Bisayas Occidentales.

## Historia
El pueblo se fundó en 1810. Hacia mediados del siglo XIX, el lugar tenía contabilizada una población de 13 637 habitantes, repartidos en 2273 casas. Aparece descrito en el primer volumen del Diccionario geográfico, estadístico, histórico de las Islas Filipinas (1850) de Manuel Buzeta Núñez y Felipe Bravo con las siguientes palabras:

BAROTAC NUEVO: pueblo con cura y gobernadorcillo, en la isla de Panay, prov. de Iloilo, dióc. de Cebú: sit. en los 126° 36' long., y los 11° 7' lat., no lejos de la costa oriental de la isla, y N. E. de la prov., en una llanura, cerca del r. Jalaud, defendido de los vientos del N. E. por los estribos de la sierra de Ajuy; clima templado y saludable. Fué fundado en el año 1810, y en la actualidad tiene, sin contar con sus grandes visitas de Banate y Anilao, que por su condieracion pueden verse en artículos especiales, como unas 2,273 casas de sencilla construccion, distinguiéndose como mas notables la casa parroquial y la llamada tribunal; hay cárcel, y escuela de primeras letras dotada de los fondos de comunidad, á la cual concurren varios alumnos; é igl. parr. de buena fábrica, servida por un cura regular. Como á dist. de 2,300 varas de la igl. se halla el cementerio en buena situacion y ventilado. El term. confina por E. con sus mencionadas visitas y dista de Dumangas y Pototal 1 leg., y 5 de la cabecera de la prov. En sus montes se cria buena madera de construccino y ebanistería, y caza mayor y menor; su terreno es hermoso y fértil, y sus prod. grandes cosechas de arroz, azucar y tabaco. ind.: los hombres se ocupan en el beneficio del azucar y demas prod. agrícolas, y las mugeres á los tejidos de piña que son de los superiores. comercio: grande esportacion de arroz, azucar, tabaco y telas. pobl. 13,637 alm., 3,055 y ½ trib., que ascienden á 30,555 rs. plata, equivalentes á 76,487 y ½ rs. vn.
(Buzeta y Bravo, 1850, p. 350)

En 2020, tenía censados 58 176 habitantes.